# Nicolaj Siggelkow
Nicolaj Siggelkow (* 1970) ist ein deutsch-amerikanischer Wirtschaftswissenschaftler.

## Leben und Werk
Der Vater von Siggelkow war Buchhändler. Nicolaj Siggelkow besuchte das Gymnasium Lohbrügge in Hamburg. Als Jugendlicher verbrachte er als Austauschschüler ein Jahr an einer High School in Kalifornien. Nach seiner Rückkehr nach Hamburg wiederholte er eine Klassenstufe. In der Oberstufe belegte er die Leistungskurse Mathematik und Physik. Daneben war er Hamburger Jugendmeister im Badminton. 1990 legte er am Gymnasium Lohbrügge das Abitur ab. Mit einer Abschlussnote von 0,6 (899 von 900 Punkten) war er jahrgangsbester Abiturient in Hamburg.
Siggelkow studierte Volkswirtschaftslehre an der Stanford University, wo er 1993 den B. Sc. erhielt. Darauf folgten fünf Jahre an der Harvard University, wo Siggelkow 1998 in angewandter Volkswirtschaftslehre („business economics“) promoviert wurde. Er setzte sich in seiner Doktorarbeit mit Fonds zur Geldanlage auseinander. 1998 wurde er zum Professor für Strategisches Management an der Wharton School berufen, der Business School der University of Pennsylvania  in Philadelphia. Siggelkow hat zusätzlich zur deutschen auch die amerikanische Staatsbürgerschaft angenommen.
Nicolaj Siggelkow erhielt 2004 an der Wharton School die unbefristete Anstellung („tenure“), seit 2009 hat er dort die David-M.-Knott-Professur inne. In seiner Forschung befasst er sich mit Organisationsstrukturen von Unternehmen in Bezug auf deren Eignung für Wandel und Innovation. Er widmete sich in seiner wissenschaftlichen Arbeit des Weiteren dem Begriff des Wettbewerbsvorteils, erarbeitete eine dreistufige „Leiter des Wettbewerbsvorteils“ und regte an, mit dieser die zuvor gängigen Begriffserläuterungen abzulösen. Gemeinsam mit Christian Terwiesch befasste er sich mit Veränderungen in Geschäftsbeziehungen zwischen Kundschaft und Unternehmen, darunter den Einsatz von Datentechnik und eine rund um die Uhr erfolgende Kundenbindung.
Siggelkow wurde mehrmals für seine Lehrtätigkeit ausgezeichnet. Er war an der Entwicklung von auf unternehmerische Führungskräfte ausgerichtete Fortbildungen im Themenbereich Strategie beteiligt. Im Wintersemester 2008/09 weilte er als Gastwissenschaftler am Pfadkolleg im Fachbereich Wirtschaftswissenschaft der Freien Universität Berlin.

## Veröffentlichungen
- Mit Christian Terwiesch: Connected strategy : building continuous customer relationships for competitive advantage. Harvard Business Review Press, Boston 2019, ISBN 978-1-63369-700-3.